# Тереза Штолль
Тереза Штолль (21 листопада 1995 , Мюнхен ) — німецька дзюдоїстка, бронзова призерка Олімпійських ігор 2020 року, призерка чемпіонатів світу та Європи.

## Спортивні результати на міжнародних змаганнях

### Виступи на Олімпіадах
| Змагання                    | Місце проведення | Вагова категорія | Місце      |
| --------------------------- | ---------------- | ---------------- | ---------- |
| Літні Олімпійські ігри 2020 | Токіо, Японія    | до 57 кг         | 1/8 фіналу |
| Літні Олімпійські ігри 2020 | Токіо, Японія    | змішана команда  | Бронза     |

### Виступи на Чемпіонатах світу
| Змагання                     | Місце проведення   | Вагова категорія | Місце       |
| ---------------------------- | ------------------ | ---------------- | ----------- |
| Чемпіонат світу з дзюдо 2017 | Будапешт, Угорщина | до 48 кг         | 1/16 фіналу |
| Чемпіонат світу з дзюдо 2018 | Баку, Азербайджан  | до 57 кг         | 5           |
| Чемпіонат світу з дзюдо 2018 | Баку, Азербайджан  | змішана команда  | 5           |
| Чемпіонат світу з дзюдо 2019 | Токіо, Японія      | до 57 кг         | 1/8 фіналу  |
| Чемпіонат світу з дзюдо 2019 | Токіо, Японія      | змішана команда  | 1/8 фіналу  |
| Чемпіонат світу з дзюдо 2021 | Будапешт, Угорщина | до 57 кг         | Бронза      |

### Виступи на Чемпіонатах Європи
| Змагання                                | Місце проведення    | Вагова категорія | Місце  |
| --------------------------------------- | ------------------- | ---------------- | ------ |
| Чемпіонат Європи з дзюдо 2016           | Казань, Росія       | жіноча команда   | Бронза |
| Чемпіонат Європи з дзюдо 2017           | Варшава, Польща     | до 57 кг         | Срібло |
| Чемпіонат Європи з дзюдо 2017           | Варшава, Польща     | жіноча команда   | Бронза |
| Чемпіонат Європи з дзюдо 2018           | Тель-Авів, Ізраїль  | до 57 кг         | Срібло |
| Командний чемпіонат Європи з дзюдо 2018 | Єкатеринбург, Росія | змішана команда  | Золото |
| Чемпіонат Європи з дзюдо 2020           | Прага, Чехія        | до 57 кг         | Бронза |